# Die Sünde der Schwester
Die Sünde der Schwester ist ein US-amerikanisches Fernseh-Drama aus dem Jahr 1983.

## Handlung
Die 19-jährige Annie Burroughs fliegt vom College und flüchtet zugleich vor ihrem strengen Vater zu ihrer Schwester Marsha nach Los Angeles. Diese besitzt eine Galerie, welche die meiste ihrer Zeit in Anspruch nimmt. Das gefällt dem angehenden Arzt David Mitchell nicht, der sich durch ihre Karrierebesessenheit vernachlässigt fühlt. Annie erhält schnell eine Anstellung als Rezeptionistin in Davids Praxis, wobei sie ihm durch leichtes Flirten näher kommt. Derweil wird sie auch noch von ihren eigenen Schuldgefühlen geplagt, denn als Kind wurde sie von ihrer Mutter vor einem anfahrenden Auto gerettet, wobei die Mutter selbst starb. Annie hat seitdem ein schlechtes Verhältnis mit ihrem Vater, der ihr die Schuld für den Tod seiner geliebten Frau gibt. Ursprünglich wollte Annie wie einst ihre Mutter Malerin werden, was sie nach deren Tod allerdings aufgab.
Eines Nachts muss David versuchen, einen Patienten vor dem Selbstmord zu bewahren. Dabei scheitert er. Annie ist Zeuge dieser Tat und wird dadurch wiederum an den Tod ihrer Mutter erinnert. Durch die eigenen Emotionen überwältigt, küssen sich David und Annie. Die daraus resultierenden Schuldgefühle versucht David am nächsten Morgen bei Annie zu lindern.
Anschließend muss Annie erleben, wie sie von ihrem Vater Tom rüde zurückgewiesen wird. Anlässlich einer von Tom gegebenen Familienfeier wollte sie ihm ein selbstgemaltes Gemälde schenken. Doch dieser fühlte sich dadurch an seine verstorbene Frau erinnert, weswegen es zu einem Streit kommt. Dafür kommt Annie aber David näher, denn als Marsha einen gemeinsamen Abend mit David absagt, springt Annie für sie ein. Beide schlafen später miteinander und sind sich ihrer sexuellen Zuneigung bewusst, weswegen David mit dem Gedanken spielt, Marsha davon in Kenntnis zu setzen. Annie will dies allerdings nicht.
David setzt sich darüber hinweg und will Marsha beichten, sie für Annie zu verlassen. Er wird allerdings von einem Angriff durch einen drogenabhängigen Patienten unterbrochen. Annie bringt ihn ins Krankenhaus, wo Marsha nur durch Zufall erfährt, dass beide eine Affäre haben. Nach großem Streit und Schuldzuweisungen, schafft es Annie allerdings, kurz bevor sie Los Angeles verlässt, um wieder ihr Studium aufzunehmen, sich sowohl mit ihrem Vater als auch mit ihrer Schwester zu versöhnen.

## Kritik
„Verbindung aus Romanze, Eifersuchtsdrama und einem tiefgehenden Vater-Tochter-Konflikt vor dem mondänen Hintergrund Kaliforniens.“

„Der fernseherprobte Regisseur Steven Hillard Stern spielt mit allem, was das Genre hergibt: Tragische Helden, ausgeflippte Drogendealer und Leichen im Keller gehören zu seinem Inventar. Zu viele Sünden für einen kleinen Film.“

## Hintergrund
Der Film wurde am 6. März 1983 zum ersten Mal auf ABC ausgestrahlt. In Deutschland lief er zum ersten Mal am 30. Oktober 1988 in der ARD.